# Srednje Selo (Šolta)

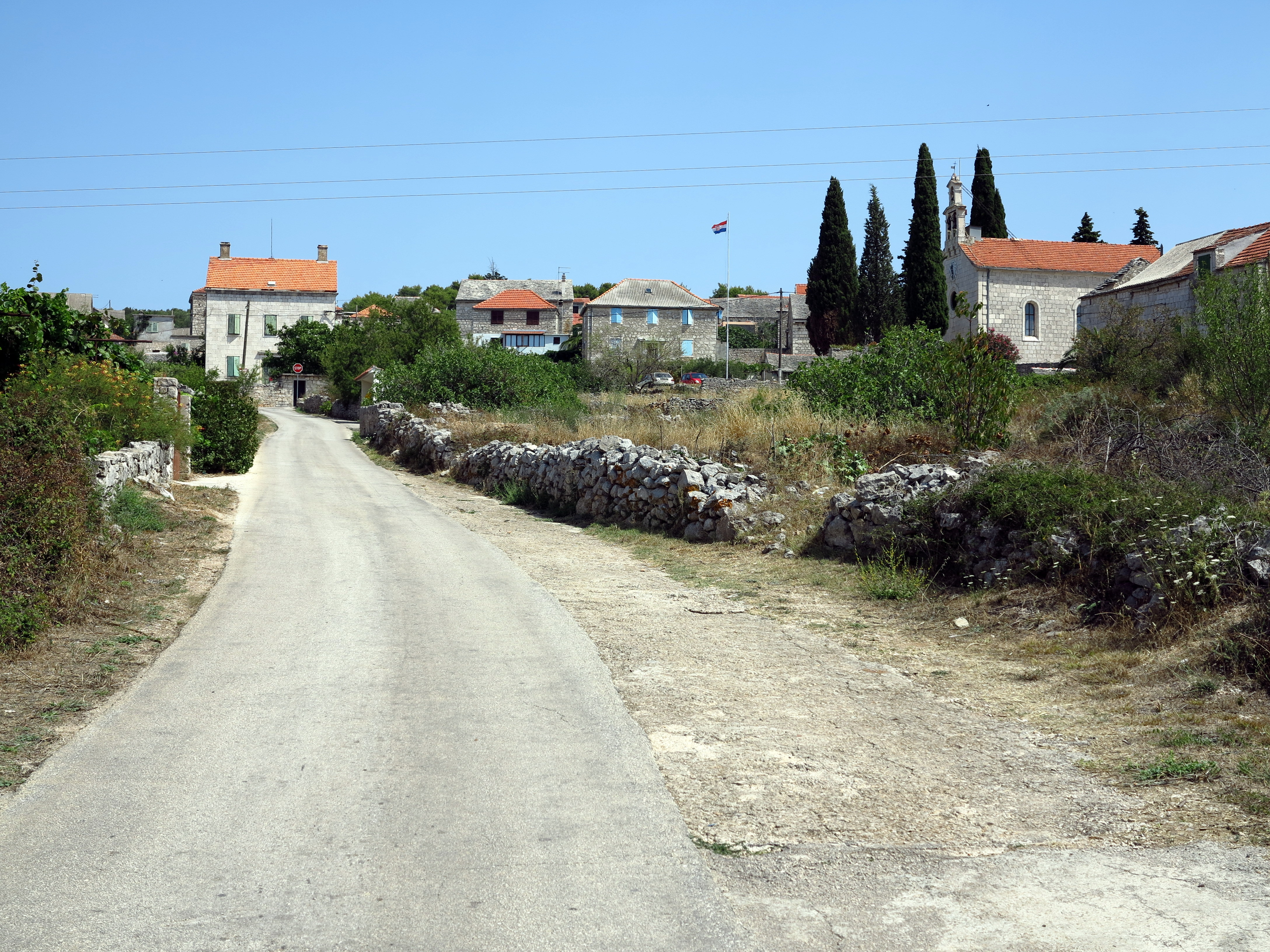
Srednje Selo Südseite

Srednje Selo, das Mitteldorf, ist ein Bauerndorf auf der Insel bzw. Gemeinde Šolta in der kroatischen Gespanschaft Split-Dalmatien in der Adria gegenüber von Split westlich von Brač. Srednje Selo gehört zu Grohote und hat 104 Einwohner.

## Geografie

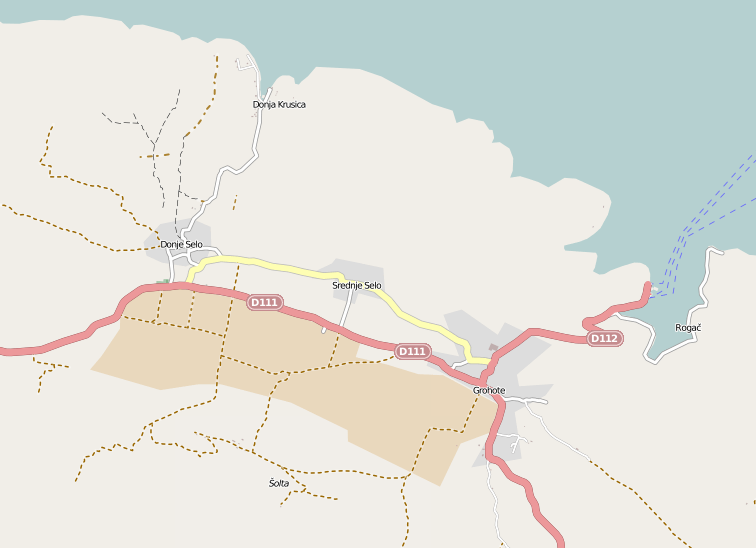
Srednje Selo bei [http://www.openstreetmap.org/?lat=43.3972&lon=16.2733&zoom=14&layers=M OpenStreetMap

Srednje Selo, das mittlere Dorf ist mit dem Festland (Split) über Autofähren und Katamaranfähren via Rogač oder Stomorska verbunden. Es ist 1,6 km vom Hauptort der Insel, Grohote entfernt. Vom Fährhafen Rogač aus verkehren Busse nach Srednje Selo. Zum Ort gehört das umliegende Gebiet.
Srednje Selo liegt am nördlichen Rand des fruchtbaren Feldes Donje polje, dem unteren Feld. Das obere Feld ist jenes von Gornje Selo, wo die reichsten Bauern ansässig waren. Durch seine Lage auf einem Südhang ist das Dorf gegen den Nordwind (Bora) geschützt, liegt in der Sonne und ist gleichzeitig gegenüber den aus dem Südwesten kommenden kühlenden Winden offen.
Eine alte Straße führt vom Ortszentrum in die Nachbardörfer Donje Selo bzw. nach Grohote. Die Staatsstraße D111 zieht im Süden an den Orten vorbei.

## Wirtschaft
Srednje Selo ist ein einfaches Bauerndorf ohne Tourismus. Im Dorf leben Bauern und Fischer.

## Geschichte

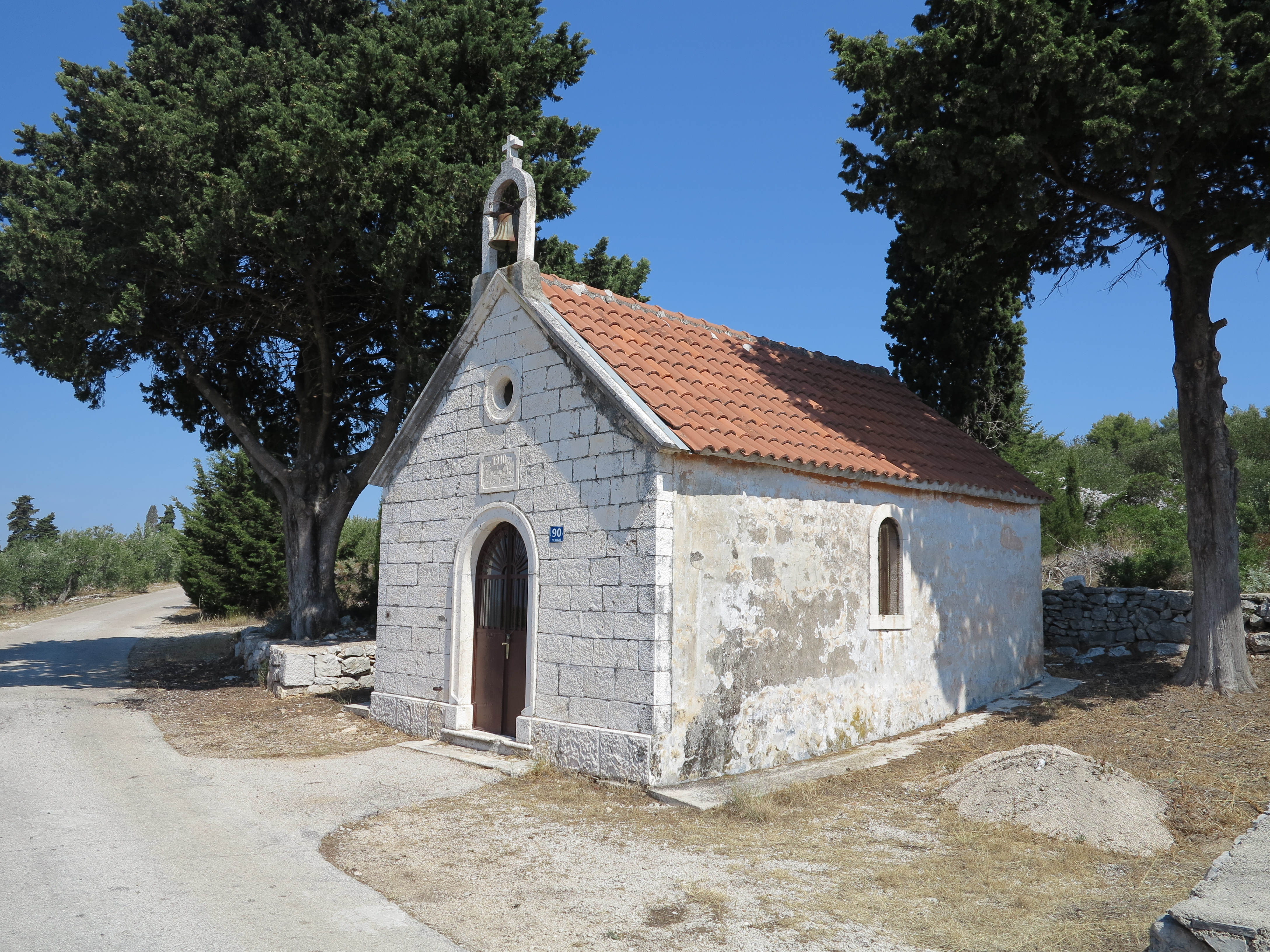
Kirche hl. Michale am Weg nach Grohote

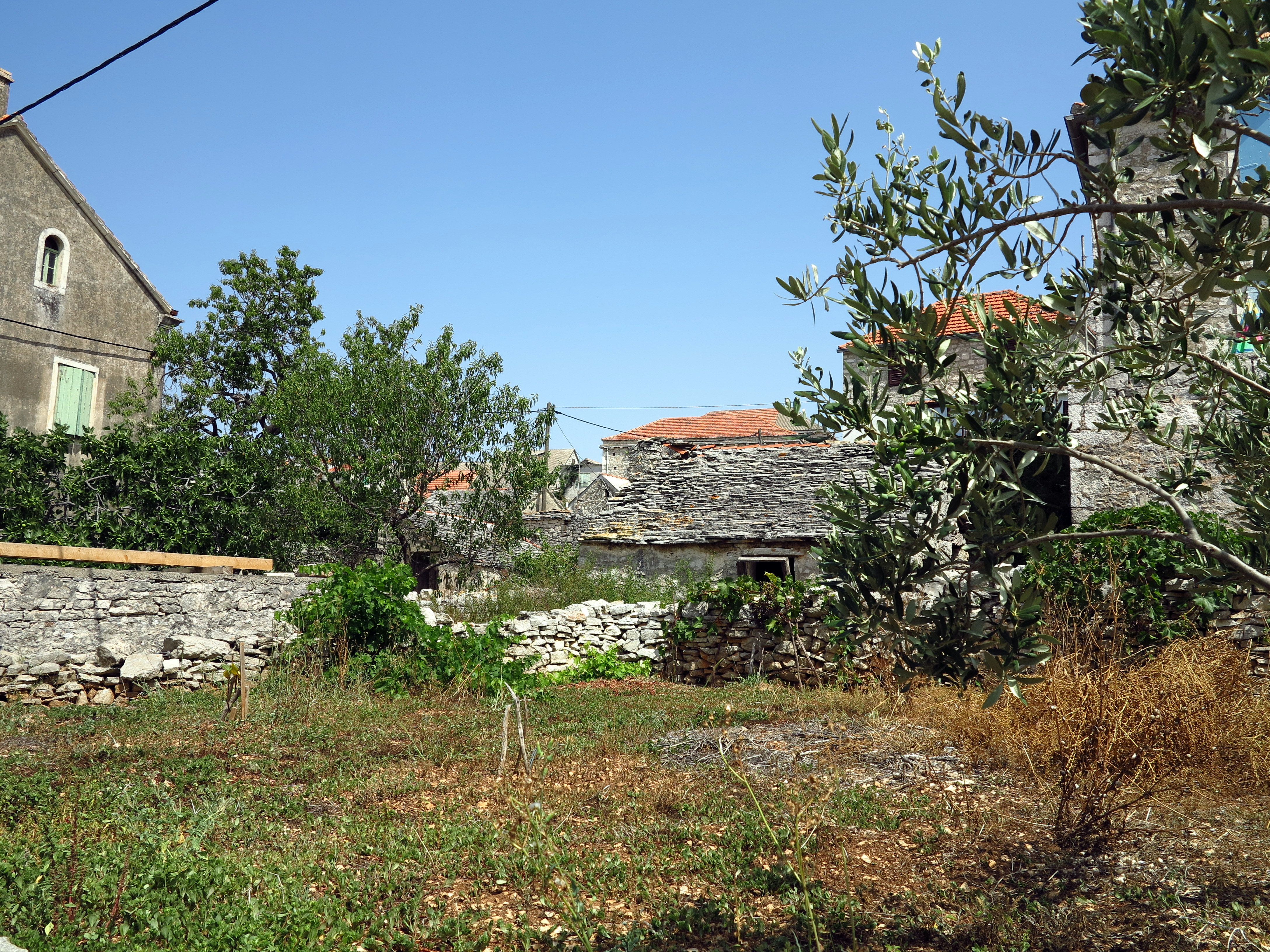
Alte Häuser

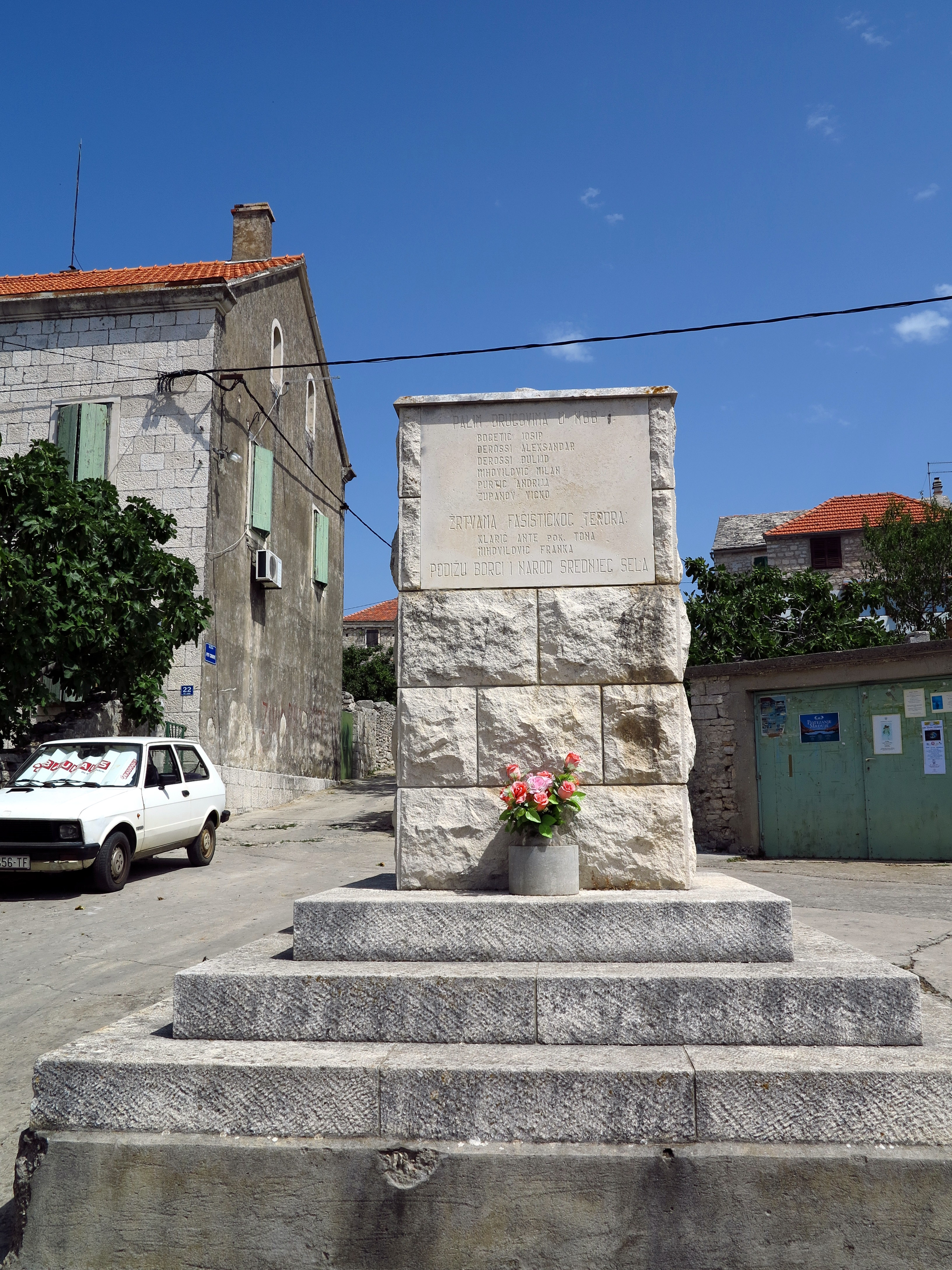
Denkmal für die Opfer des Faschismus

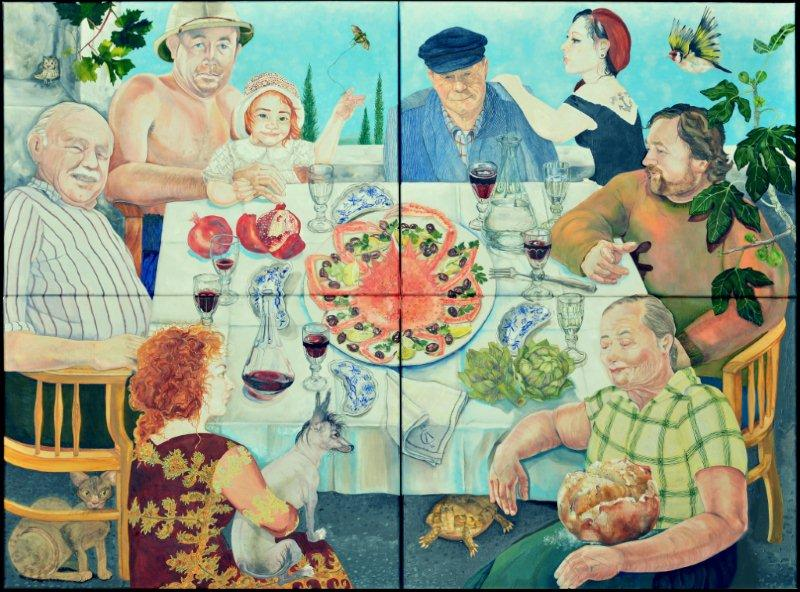
Essszene in Srednje Selo von Maja Ettinger-Cecič

Eine erste schriftliche Erwähnung datiert von 1446 als Villa de medio erwähnt, wo die Einwohner von Grohote ihre Ställe hatten. Die Frauen von Srednje Selo nennt man Srdovaška, was auf das altslawische bzw. kroatische vas für Dorf zurückgeht. Wahrscheinlich hieß der „mittlere Ort“ auch einmal Srednje vas. Man kann wie sonst auf Šolta davon ausgehen, dass der Ort schon in der Antike besiedelt war. Mehrere archäologische Funde gibt es beim Nachbardorf Donje Selo bei den Fluren Bunje, Mirine und Studenac im Westen sowie Pod Mihovil und Svilaja im Süden. Dort gibt es Reste von Wirtschaftsgebäuden, Gräbern, Fragmente von architektonischen Plastiken und Keramikscherben. Viele antike Funde der Insel sind im Archäologischen Museum in Split ausgestellt.
Das typologisch den anderen Inselorten ähnliche Dorf, dessen Wurzeln in das Mittelalter zurückgehen, liegt am Berghang am Rande der fruchtbaren Ebene. Die Häuser stehen, von gewundenen Gassen durchzogen, relativ dicht aneinander. Die Höfe waren wegen der Piratengefahr immer von Steinmauern umschlossen und hatten außer dem Haupteingang im Erdgeschoss keine Öffnung. Da Šolta im Grenzgebiet zwischen Osmanischem Reich und der Republik Venedig lag, war die Gefahr von Plünderungen und Überfällen, insbesondere durch die Piraten von Omiš groß, weshalb es über Jahrhunderte nur mehr Orte im Inselinneren gab. Ein wirklicher Schutz war ohne Festungstürme aber nicht gegeben.
Die Insel Šolta war vom 14. Jahrhundert bis 1905 im Besitz des Adels von Split bzw. der Katholischen Kirche. Die Nähe zu Split prädestinierte die Insel zu einem wichtigen Lieferanten für Holz, Kalk, Fleisch, Fisch, Öl, Wein, Mandeln Johannisbrot, Feigen und Honig. Die Bewohner waren keine freien Bauern, sondern Pächter des Landes. Zur Zeit der Österreichisch-Ungarischen Monarchie wird der Ort in der Verwaltung bis 1918 mit dem italienischen Namen Villa Media angeführt.
Die mehrgeschossigen Häuser sind ca. 100 bis 120 Jahre alt. Sie wurden meist vom Geld der Auswanderer gebaut, die die Familien zu Hause unterstützten. Die Bauqualität der Häuser ist aber meist nicht gut. Man hatte zu wenig gutes Eichenholz für die Dachstühle, die besonders fest sein müssen, da mit Steinplatten gedeckt wurde. Aufgrund der hohen Kosten werden nur wenige Häuser restauriert, sondern man baut lieber neu. Heute ist die Mehrzahl der Häuser in Donje Selo verkommen und eingestürzt. Der Grund sind ungeklärte Eigentumsverhältnisse durch die massive Auswanderung und die nicht durchgeführte Erbteilung bzw. Auszahlung von Ansprüchen, insbesondere in der Zeit der Volksrepublik Jugoslawien, wo außerdem ständig die Gefahr einer Enteignung bestand. Immer wieder kommen Nachkommen der Auswandere auf die Inseln, um nach ihren Wurzeln zu suchen. Bei der Touristinformation ist ein umfangreiches Werk mit den Stammbäumen der alten Familien erhältlich. Als besonders malerische Höfe gelten Lukana dvor und Purtića dvor. In einem alten Hof gibt es noch eine alte Traubenpresse.
Am südöstlichen Rand des Dorfes befindet sich die katholische Pfarrkirche der Mariä Lichtmess (Kandelora), erbaut im Stil der Neuromanik, die als eine der schönsten der Insel gilt. Sie wurde 1882 bis 1895 an der Stelle einer älteren Kirche aus dem 17. Jahrhundert erbaut. Wie andere Kirchplätze der Insel ist er vermutlich sehr alt. Auch hier fand man ein Fragment eines frühchristlichen Sarkophags. Als Hauptarchitekt der Kirche gilt Emil Vecchietti, damals der bekannteste Architekt der Region. Er wurde vermutlich vom Architekten Ante Bezić unterstützt, Sohn des Bürgermeisters von Grohote und Vorstehers von Šolta. Vecchietti und Bezić arbeiteten auch beim Theater in Split zusammen. Bezić plante zudem die Fassade des Franziskanerklosters und Glockenturms am Ufer in Split. Sieben typologisch verschiedene Marmoraltäre stammen aus der Steinmetzwerkstatt des berühmten Spliter Altarbauers Pavle Bilinić, dessen Tochter die Frau von Vecchietti war. Das Altarbild „Darstellung im Tempel“ aus der zweiten Hälfte des 19. Jahrhunderts stammt von Meister Antonio Zuccaro aus Triest. Eine Besonderheit dieser Kirche ist, dass der hölzerne Chor erhalten geblieben ist, von dem der Kirchenchor singt.
Am Kirchplatz steht ein Denkmal, das an die Opfer des Faschisten erinnert. 1941 wurde Šolta im Zuge des Balkanfeldzugs der Nationalsozialisten von deren italienischen Hilfstruppen unter den Faschisten Mussolinis annektiert. Die italienische Küste ist nur ca. 200 km von Šolta entfernt. Einige der Bewohner setzten sich zur Wehr und gründeten im Sommer 1942 ein Volksbefreiungskomitee. Männer der Insel kämpften als Partisanen gegen die Besatzer. Aber nicht alle gingen in den Widerstand. Einige kollaborierten mit den Italienern, andere schlossen sich den kroatischen Faschisten, der Ustascha an. Die Folgen für die Inselbewohner waren fürchterlich. Im Lauf des Zweiten Weltkrieges wurden 1.825 Bürger aus Šolta vertrieben. 939 wurden mehr oder wenig freiwillig nach El Shatt am Sinai am südlichen Ende des Suezkanals in Ägypten deportiert. In der Endphase des Krieges lebte über ein halbes Jahr kein einziger Einwohner auf der Insel.

## Demografie
Die Bevölkerungsentwicklung entspricht dem Trend der Insel. Die Dörfer im Inselinneren verlieren Einwohner, während die Orte an der Küste wachsen.
| Bevölkerungsentwicklung von 1857 bis 2011 | Bevölkerungsentwicklung von 1857 bis 2011 | Bevölkerungsentwicklung von 1857 bis 2011 | Bevölkerungsentwicklung von 1857 bis 2011 | Bevölkerungsentwicklung von 1857 bis 2011 | Bevölkerungsentwicklung von 1857 bis 2011 | Bevölkerungsentwicklung von 1857 bis 2011 | Bevölkerungsentwicklung von 1857 bis 2011 | Bevölkerungsentwicklung von 1857 bis 2011 | Bevölkerungsentwicklung von 1857 bis 2011 | Bevölkerungsentwicklung von 1857 bis 2011 | Bevölkerungsentwicklung von 1857 bis 2011 | Bevölkerungsentwicklung von 1857 bis 2011 | Bevölkerungsentwicklung von 1857 bis 2011 | Bevölkerungsentwicklung von 1857 bis 2011 | Bevölkerungsentwicklung von 1857 bis 2011 |
| ----------------------------------------- | ----------------------------------------- | ----------------------------------------- | ----------------------------------------- | ----------------------------------------- | ----------------------------------------- | ----------------------------------------- | ----------------------------------------- | ----------------------------------------- | ----------------------------------------- | ----------------------------------------- | ----------------------------------------- | ----------------------------------------- | ----------------------------------------- | ----------------------------------------- | ----------------------------------------- |
| 1857                                      | 1869                                      | 1880                                      | 1890                                      | 1900                                      | 1910                                      | 1921                                      | 1931                                      | 1948                                      | 1953                                      | 1961                                      | 1971                                      | 1981                                      | 1991                                      | 2001                                      | 2011                                      |
| 256                                       | 325                                       | 316                                       | 355                                       | 394                                       | 372                                       | 324                                       | 309                                       | 321                                       | 308                                       | 285                                       | 206                                       | 143                                       | 150                                       | 128                                       | 104                                       |

## Persönlichkeiten
- Maja Ettinger-Cecič (* 1962, Srednje Selo), in Wien lebende Malerin